# Federica De Rossa
Federica De Rossa Gisimondo (* 18. Januar 1974; heimatberechtigt in Terre di Pedemonte) ist eine Schweizer Richterin. Seit 2022 ist sie Richterin am Bundesgericht.

## Leben und Wirken
De Rossa wuchs als Tochter eines Lehrerehepaars in Bellinzona auf. Sie studierte Rechtswissenschaften an der Universität Freiburg, wo sie 1998 ihr Lizenziat erwarb. 2005 erhielt sie im Tessin das Anwaltspatent und praktizierte in der Folge als Rechtsanwältin. 2008 wurde sie von der Universität Freiburg mit der öffentlich-rechtlichen Schrift Il servizio pubblico, strumento di effettività dei diritti fondamentali del cittadino zur Dr. iur. promoviert. 2014 wurde sie zur Ersatzrichterin am Bundesgericht in der Zweiten öffentlich-rechtlichen Abteilung ernannt. Ab 2016 war De Rossa als Dozentin an der rechtswissenschaftlichen Fakultät der Universität Luzern, ab 2017 auch als Assistenzprofessorin und seit 2021 als ausserordentliche Professorin für Wirtschaftsrecht an der wirtschaftswissenschaftlichen Fakultät der Università della Svizzera italiana. Dort wurde sie 2018 zudem Direktorin des Instituts für Rechtswissenschaften. Am 28. September 2022 wurde sie für die SP zur ordentlichen Bundesrichterin gewählt.
De Rossa ist Mutter zweier Kinder.